# فرودگاه آیبا
فرودگاه آیبا (به انگلیسی: Iba Airport) (به زبان بومی: Paliparan ng Iba) یک فرودگاه همگانی است. این فرودگاه در کشور فیلیپین قرار دارد و در ارتفاع ۱٫۵ متری از سطح دریا واقع شده‌است.

## نگارخانه

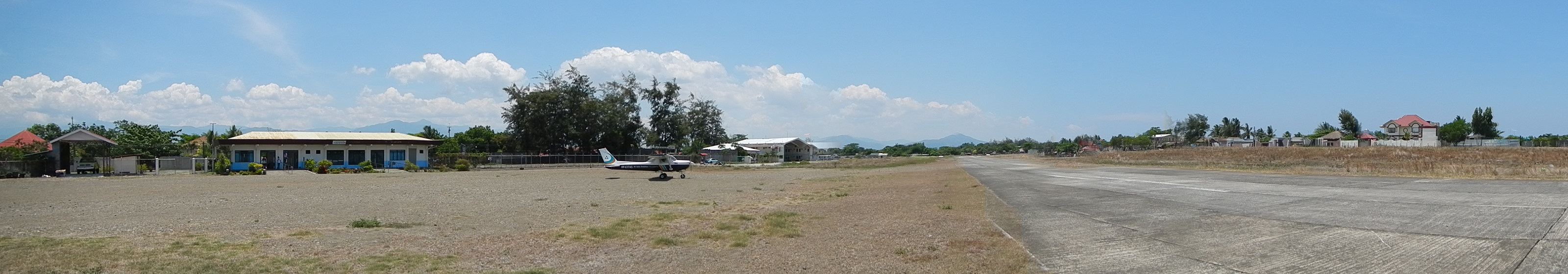
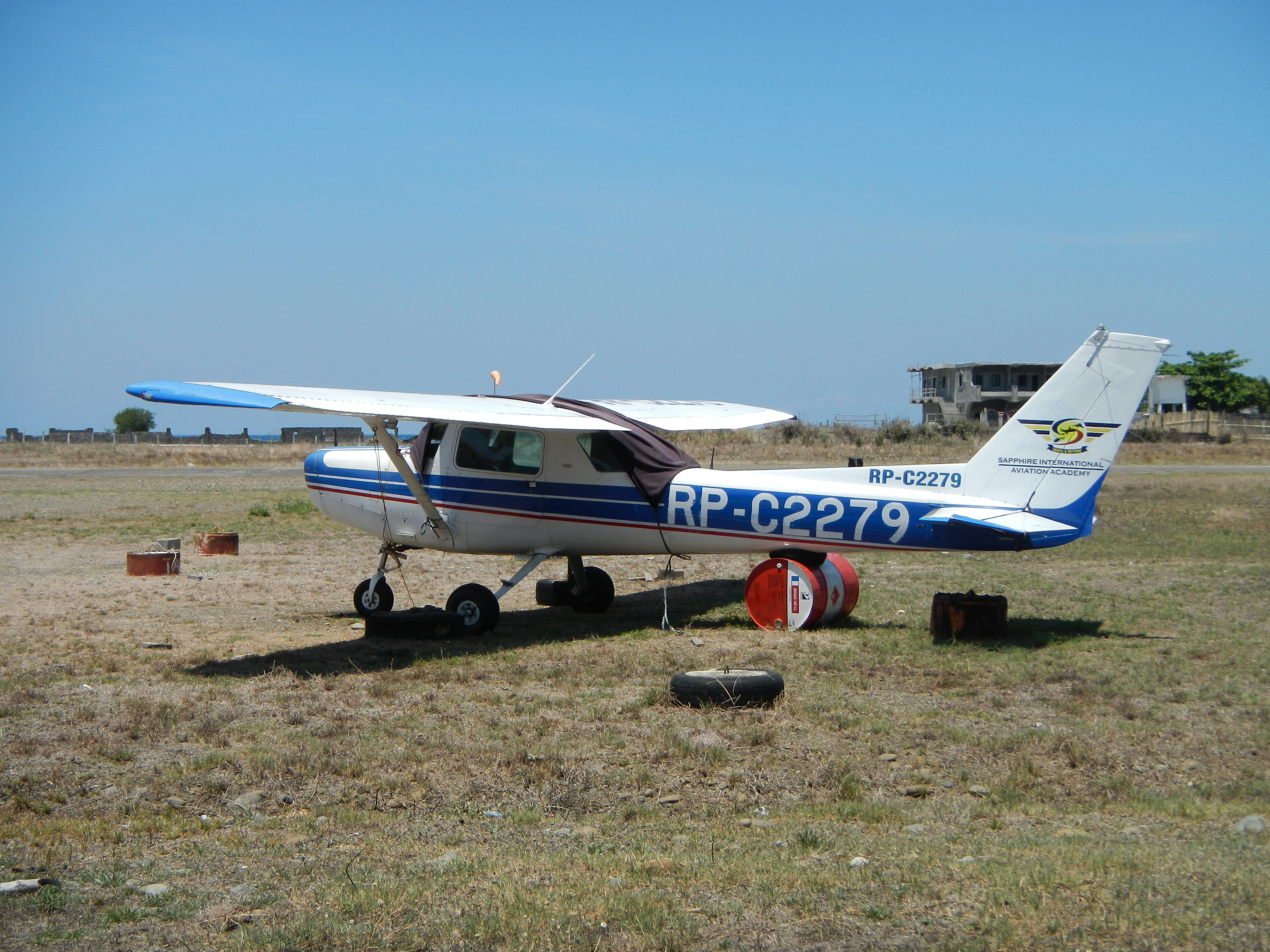
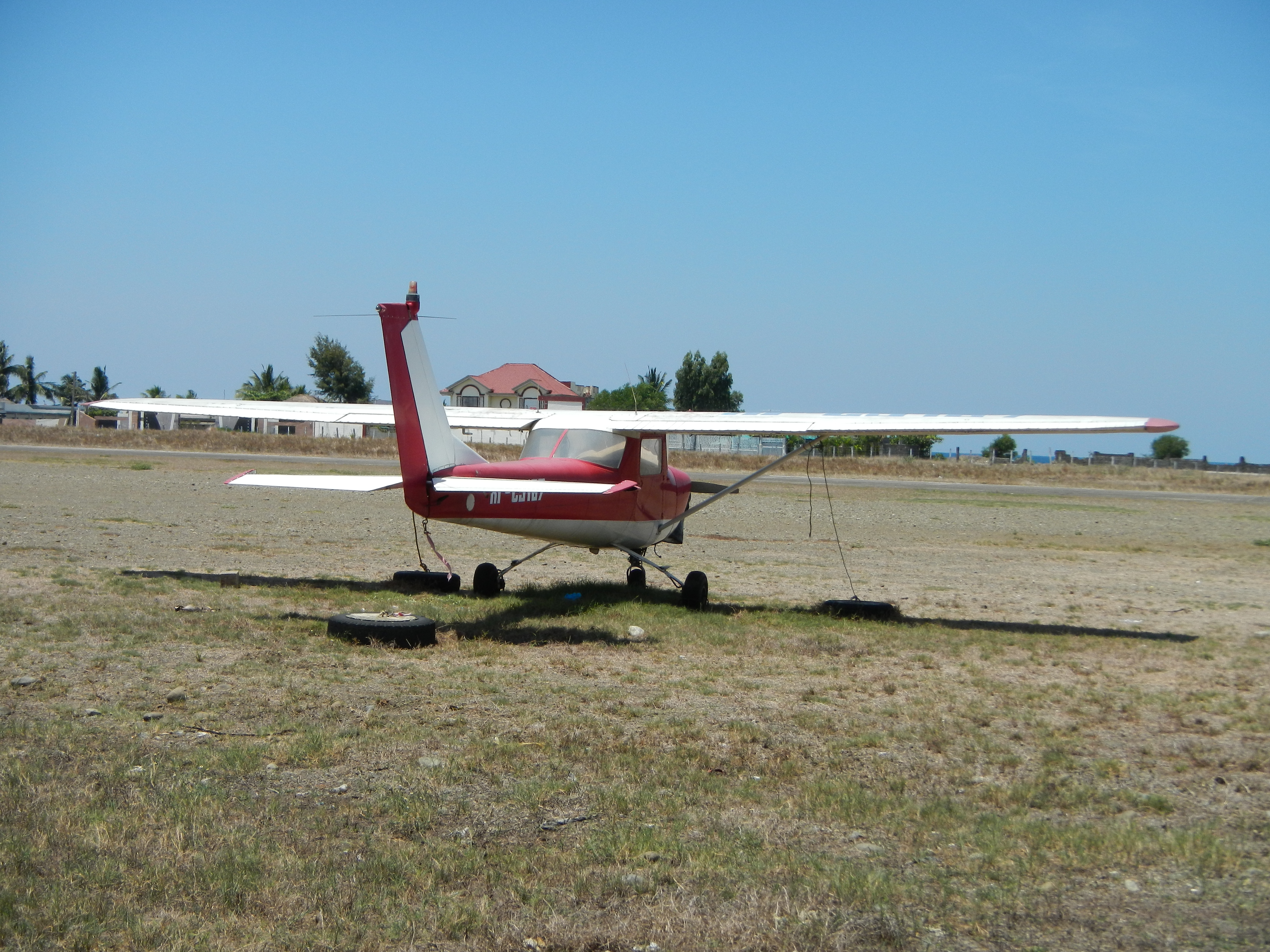
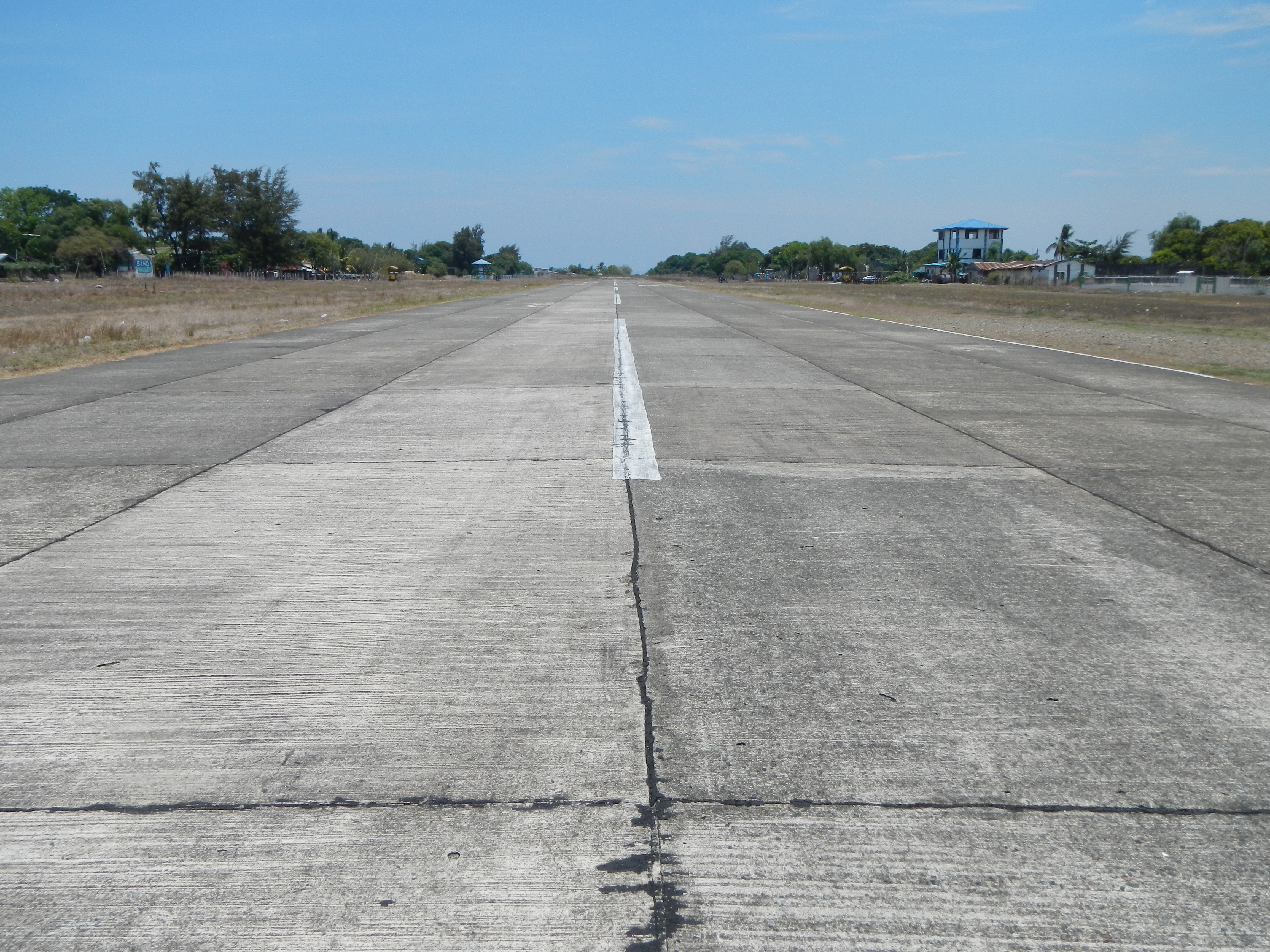
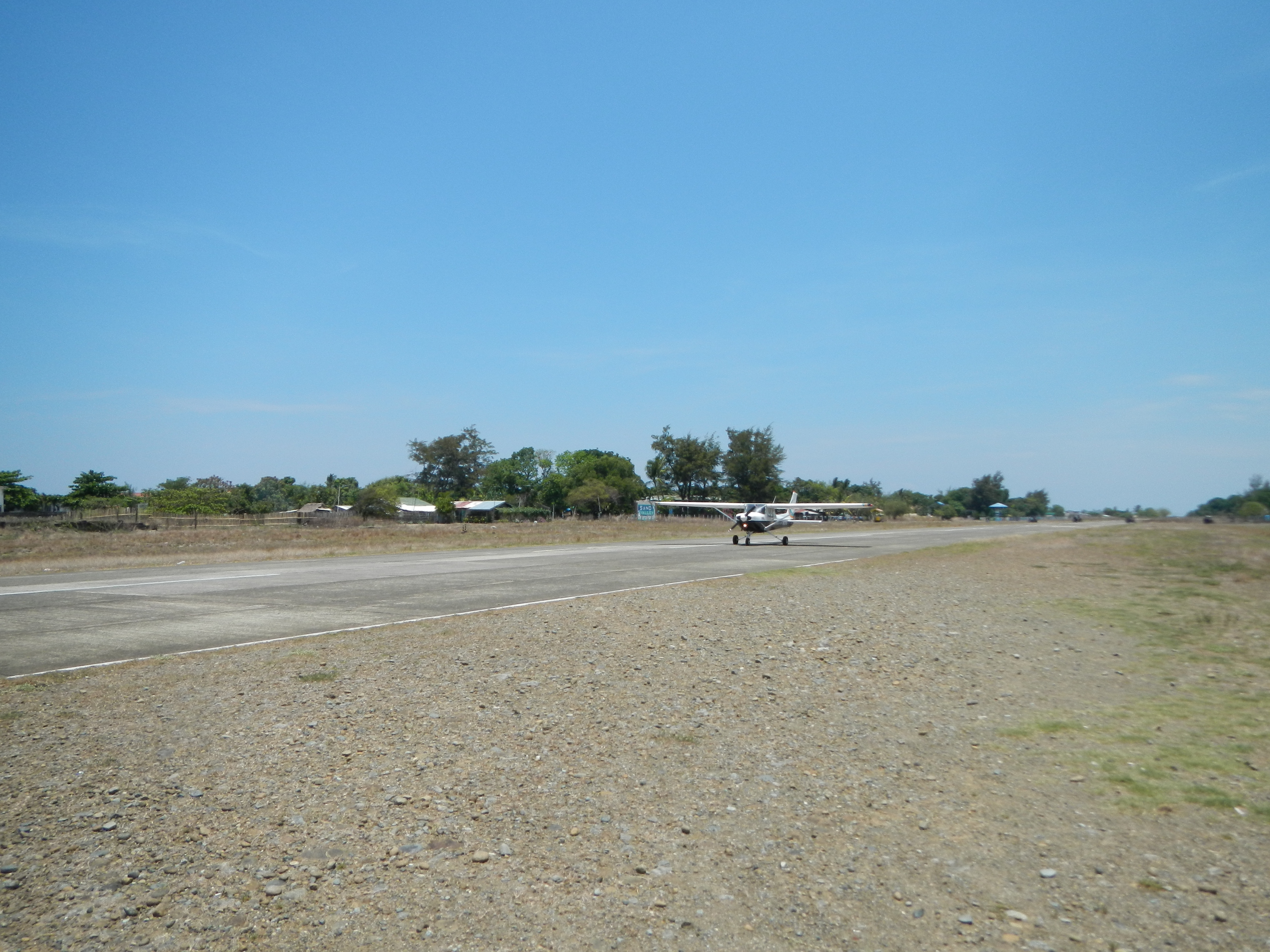
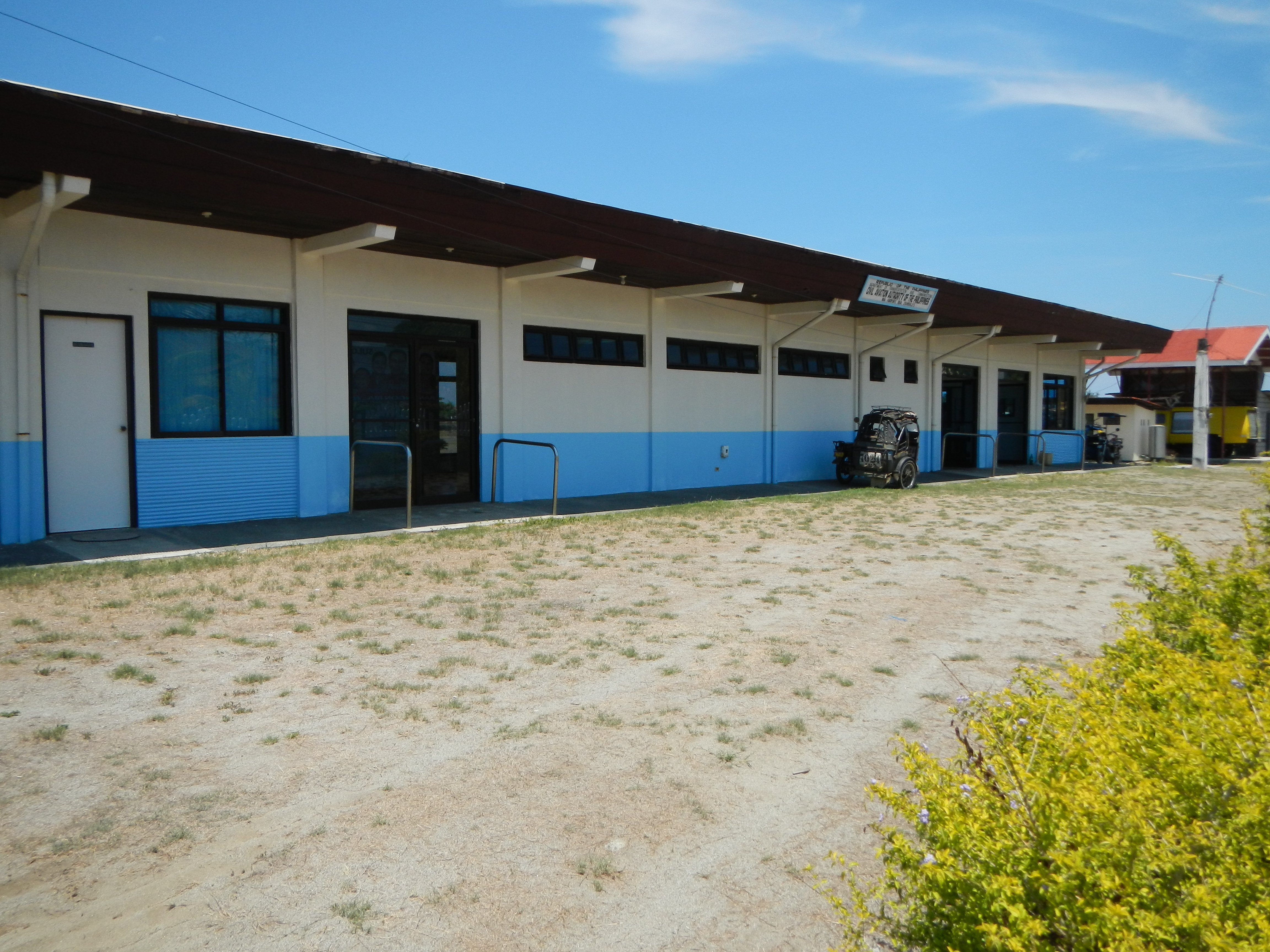